# Galgweis
Galgweis ist ein Ortsteil der Stadt Osterhofen im niederbayerischen Landkreis Deggendorf.

## Lage
Galgweis liegt an der Vils etwa einen Kilometer östlich von Gergweis und etwa zehn Kilometer südlich von Osterhofen.

## Geschichte
Das Chronicon Lunaelacense des Klosters Mondsee erwähnt eine „Villa in pago Qinzingaue secus Vilosam (Vils) qui vocatur Harioldesuuis“ (der vicus = Flecken eines Hariold). Die Witwe Angiltrut schenkte mit Zustimmung ihres Sohnes Gaganhart ihre Besitzungen in Harioldeswis im Jahr 757 dem Kloster.
Spätere Ortsbezeichnungen lauteten Garioldswis, Galkwis und Galchwis. Vermutlich durch Tausch gelangte der Ort zum Hochstift Passau, dessen Besitz ihm 1179 durch Papst Alexander III. bestätigt wurde.
1138 erschien Albin und 1177 Pabo de Galchwis als Zeuge. Pabo war Ministeriale des Bischofs Theobald von Passau. Im 14. Jahrhundert gehörte Galgweis zur Herrschaft Oberndorf.
Im 15. Jahrhundert übernahmen die Amshamer das Lehen. Franz Adam von Amsham, Truchsess des Fürstbischofs von Passau, verbrachte seine letzten Jahre als Pfründer im Kloster Ranshofen bei Braunau am Inn, dem er Galgweis und Oberndorf vermachte. Mit seinem Tod im Jahr 1689 fiel Galgweis an das Kloster.
1809 wurde das Augustinerchorherrenstift Ranshofen säkularisiert und Galgweis fiel an den bayerischen Staat. Am 1. Januar 1964 wurde Oberndorf eingemeindet. Die Gebietsreform in Bayern brachte am 1. Januar 1972 die Eingliederung der Gemeinde Galgweis in das Stadtgebiet von Osterhofen.

## Sehenswürdigkeiten
- Die barocke Pfarrkirche St. Peter und Paul wurde nach dem Abbruch der Vorgängerkirche im Jahr 1741 von 1757 bis 1759 erbaut.
- Das Pfarrhaus stammt aus dem Jahr 1760.

## Bildung und Erziehung
- Kindergarten St. Nikolaus